# Dubová, Svidník
Dubová este o comună slovacă, aflată în districtul Svidník din regiunea Prešov. Localitatea se află la altitudinea de 317 m deasupra n.m., se întinde pe o suprafață de 12,55 km2 și în 2017 număra 215 locuitori.

## Istoric
Localitatea Dubová este atestată documentar din 1355.

## Demografie
| An:                | 1994 | 2004   | 2014   | 2024    |
| ------------------ | ---- | ------ | ------ | ------- |
| Număr de persoane: | 240  | 227    | 223    | 195     |
| Diferență:         |      | −5,41% | −1,76% | −12,55% |

| An:                | 2023 | 2024  |
| ------------------ | ---- | ----- |
| Număr de persoane: | 200  | 195   |
| Diferență:         |      | −2,5% |